# Mercado Central (Iquitos)
El Mercado Central es una casona prefabricada de hierro localizada en la ciudad peruana de Iquitos. Formó parte de la original Casa de Fierro, cuando esta fue dividida en 1886, se ubica en los jirones de Sargento Lores y Moore.

## Historia
El mercado es producto de la partición de la Casa de Fierro, planificada por el ingeniero francés Gustave Eiffel, la casa fue instalada frente a la Plaza de Armas de Iquitos, mientras que los restos fueron instalados al frente del Malecón Tarapacá, al costado del entonces Hotel Palace, tiempo después fue desarmado y trasladado a su área actual en los jirones de Sargento Lores y Moore, en 1950 se reestructuró.

## Descripción
El interior cuenta con 164 puestos fijos y tiene 164 puestos activos permanentemente, además de tener los servicios de agua, alcantarillado y electricidad, y es administrada por la municipalidad de la provincia de Maynas.